# 格奥尔格·扎哈里亚斯
格奥尔格·扎哈里亚斯（德語：Georg Zacharias，1884年6月14日—1953年7月31日），德国男子游泳运动员，擅长仰泳和蛙泳，曾在1904年夏季奥运会中获得440码蛙泳金牌以及100码仰泳铜牌。